# Hugo Zieger
Hugo Zieger (* 5. Juli 1864 als Hugo Louis Julius August Zieger in Koblenz; † 27. März 1932 in Oldenburg) war ein deutscher Maler. Sein bekanntestes Werk ist das Fresko Der Bruderkuss, eine Darstellung der Hinrichtung der friesischen „Volkshelden“ Dude und Gerold Lubben.

## Leben

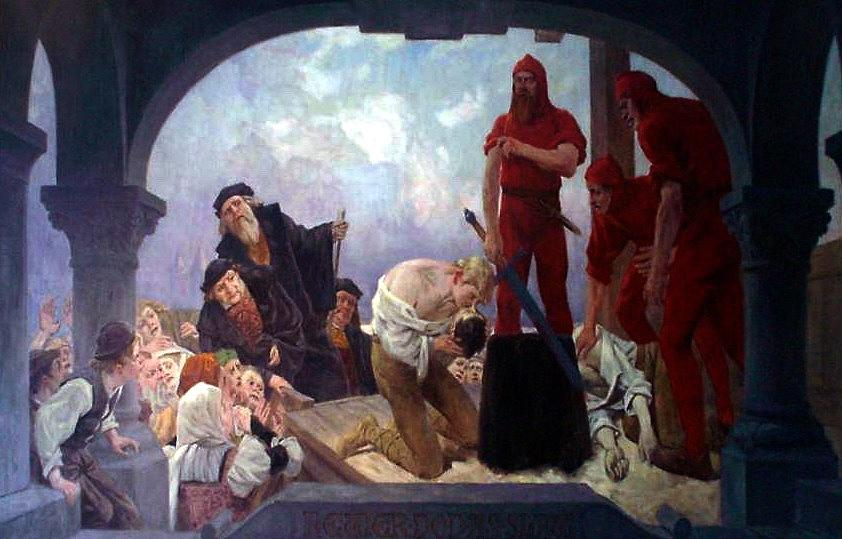
Der Bruderkuss, 1893

Zieger war das zweite Kind des Postexpedienten Hermann August Zieger (* 1831) und dessen Ehefrau Karolina Katharina, geborene Brauch (* 1830). Er begann bereits in seiner Kindheit zu malen und zu zeichnen. 1883 wechselte er von der Oberprima der Oberrealschule Koblenz zur Düsseldorfer Kunstakademie. Dort studierte er zunächst in den vorbereitenden Klassen bei Heinrich Lauenstein, Georg Heinrich Crola und Adolf Schill und bildete sich 1886/87 bis 1888/89 in der Fachklasse des Historienmalers Peter Janssen, dessen Meisterschüler er 1889/90 bis 1894/95 war. Neben der Historienmalerei beschäftigte sich Zieger mit der Akt- und Bildnismalerei, unter anderem auch bei Eduard von Gebhardt.
Seit Mitte der 1880er Jahre führte Zieger selbständige Aufträge aus, darunter Wandgemälde für das Haus Poensgen in Düsseldorf mit Darstellungen der Anfangs- und der Schlussszene aus Richard Wagners Oper Die Walküre und 1886/87 das Wandbild Die Wiedertäufer auf dem Prinzipalmarkt für den Ludgerhof in Münster. Zieger malte zunächst mythologische und historische Darstellungen, porträtierte aber auch Politiker, Verwaltungsbeamte und Industrielle. Für den Rathaussaal der Stadt Gelsenkirchen lieferte er die Bildnisse der deutschen Kaiser Wilhelm I. und Friedrich III., die 1890 in der Düsseldorfer Kunsthalle ausgestellt wurden.
1891 beteiligte sich Zieger erfolgreich an dem Wettbewerb der Freiherr von Bielschen Stiftung für Fresko-Malerei: Der Heimatdichter Hermann Allmers schlug ihm ein Wandbild in der Eingangshalle des Hauses der Familie Lübben in Schmalenfletherwurp vor. Zieger schuf bis 1893 daraufhin das Fresko Der Bruderkuss oder auch Lever dod as Slav. Das Fresko zeigt die Hinrichtung der Brüder Dude und Gerold Lubben (Lübben), die Söhne des Stadländer Häuptlings Dide Lubben, durch den Bremer Rat im Jahr 1419, nachdem sie erfolglos versucht hatten, die bremische Friedeburg zu erobern. Der jüngere Gerold küsst dabei den bereits abgeschlagen Kopf seines Bruders Dude. Das Fresko befindet sich heute als Leihgabe der Familie Lübben im Museum Nordenham.
Daneben schuf Zieger Illustrationen für Kinderbücher und die Bildnisse zahlreicher Prominenter, wie  die der Düsseldorfer Industriellen Adolf und Emil Kirdorf. Nach einer Italienreise, 1897, beschäftigte sich Zieger mit Industriemotiven vornehmlich aus dem Kohlebergbau des Ruhrgebiets und malte 1901 die Kuppelhalle der Bergbauabteilung auf der Industrie- und Gewerbeausstellung Düsseldorf aus und schuf 1902 im Aufträge des Bergbauvereins Essen vier Darstellungen der Hauptbetriebe des Kohlebergbaus. Im selben Jahr malte er auch das Stahlwerk Rothe Erde bei Aachen. Auf der Großen Berliner Kunstausstellung war er 1893, 1898 und 1899 mit seinen Werken vertreten, außerdem stellte er auf der Berliner Internationalen Kunstausstellung 1896 und auf der Berliner Akademischen Kunstausstellung 1892 aus. In der Folge einer Studienreise mit Christian Kröner in den Hunsrück 1903 entstanden Jagdbilder.

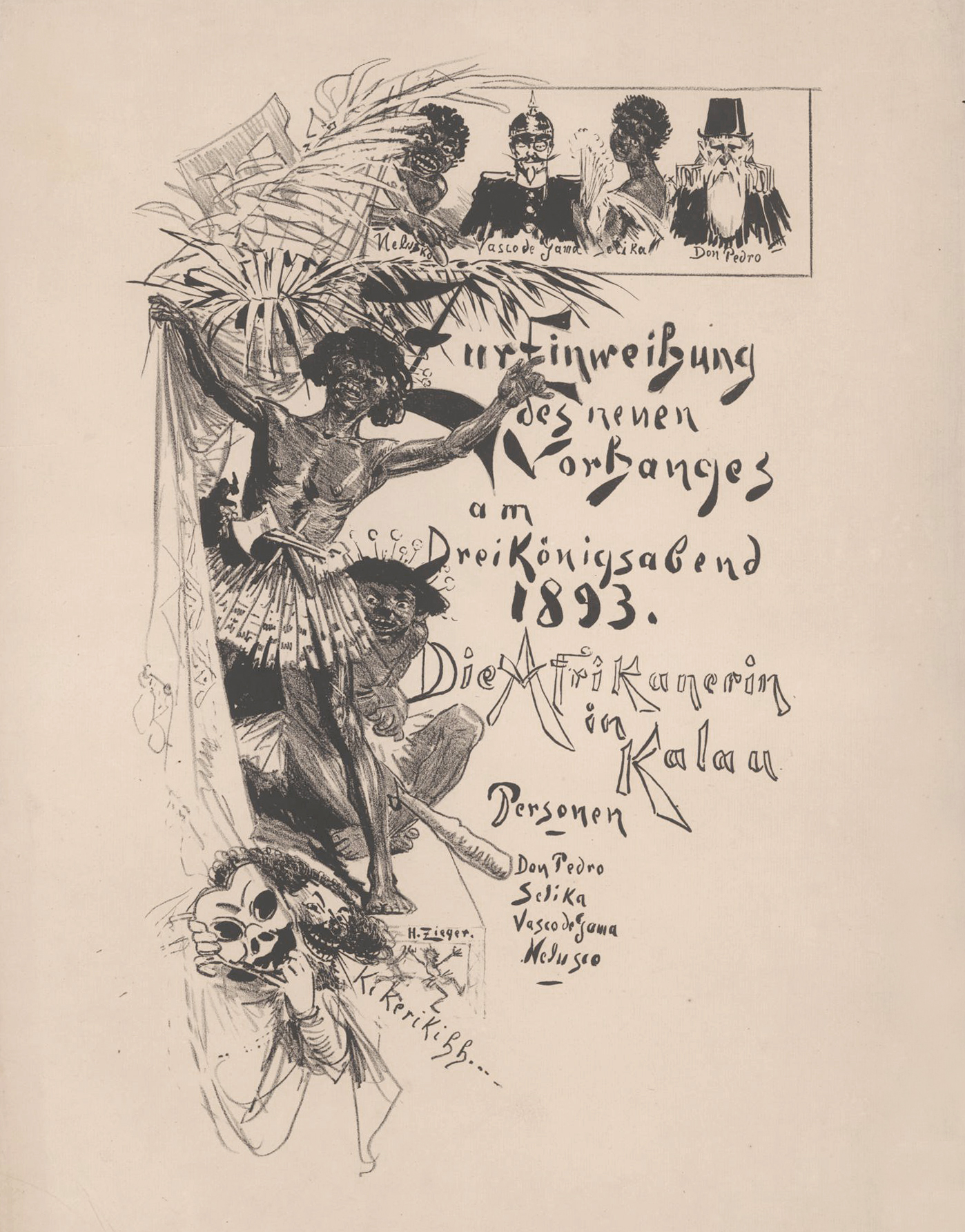
Die Afrikanerin in Kalau, Programmplakat des Künstlervereins Malkasten, 1892/1893

Zieger gehörte in Düsseldorf der Künstlervereinigung Lätitia an sowie 1894 bis 1906 dem Künstlerverein Malkasten. 1892/93 entwarf er für Letzteren ein Programmplakat für die Theateraufführung Die Afrikanerin in Kalau. Anlass dafür war die Einweihung eines neuen Vorhanges für die Malkasten-Bühne.
Auf Anregung seines Freundes, des Heimatdichters Georg Ruseler, kehrte Zieger nach Oldenburg zurück, wo er ab 1911 an der Stadtknabenschule zunächst vertretungsweise unterrichtete. 1912 nahm er eine feste Anstellung als Zeichenlehrer an und unterrichtete auch drei Kinder des Großherzogs. Von einem Aufenthalt an der Kunstakademie in München (1920/21) abgesehen, blieb bis zu seinem Tod in der Stadt niedergelassen. Künstlerisch wandte er sich vor allem einer von Licht- und Wetterstimmungen geprägten Landschaftsmalerei zu. Den aufkommenden Expressionismus lehnte er ab und wandte sich noch 1920 gegen die Malerei der frühen „Brücke“- Künstler in Dangast. 1908 bis 1932 gehörte er dem Oldenburger Künstlerbund an, wurde 1919 zum Schriftführer und 1920 in den Vorstand gewählt.
Im Stadtteil Kreyenbrück ist seit 1957 eine Straße nach Zieger benannt. Im Bestand des Stadtmuseums befindet sich das Ölgemälde Der Stau zu Oldenburg.

## Werke (Auswahl)
- Bildnis des Malers Gustav Zick, 1896; Öl/Lwd., 36 × 25,5 cm: Koblenz, Mittelrheinmuseum
- Abendstimmung (gemeinsam mit Carl Becker), 1893; Die Schalmei, 1893: Düsseldorf, Stiftung Museum Kunstpalast
- Nixe mit Leier, Meer und Vogel, Rötelzeichnungen 1898: Düsseldorf, KVM